# رادیوو (صربستان)
رادیوو (به صربی: Radljevo) یک منطقهٔ مسکونی در صربستان است که در Ub Municipality واقع شده‌است. رادیوو ۱۱٫۸۳ کیلومتر مربع مساحت و ۶۱۱ نفر جمعیت دارد و ۱۰۸ متر بالاتر از سطح دریا واقع شده‌است.